# 安哥拉歌百灵
安哥拉歌百灵（学名：Mirafra angolensis），是百灵科歌百灵属的一种，其种加词“angolensis”意为“安哥拉的”。分布于安哥拉、刚果民主共和国、坦桑尼亚和赞比亚。全球活动范围约为170,000平方千米。该物种的保护状况被评为无危。
安哥拉歌百灵的平均体重约为36.3克。栖息地包括亚热带或热带的（低地）干草原和亚热带或热带的（低地）季节性湿润草原。